# Raión de Volodímir
Raión de Volodímir (en ucraniano: Володимирський район) es un raión o distrito de Ucrania en el óblast de Volinia. Su centro administrativo es la ciudad de Volodímir.
Comprende una superficie de 2556,5 km².
Los límites del raión fueron definidos en 2020 mediante la fusión del hasta entonces raión de Volodímir-Volinski con las hasta entonces ciudades de importancia regional de Volodímir-Volinski (la actual Volodímir) y Novovolynsk y los hasta entonces vecinos raiones de Iványchi y Lókachi, a los que se añadió una parte del raión de Turiisk.

## Subdivisiones
Desde la reforma territorial de 2020 comprende once municipios:
- 3 ciudades: Novovolynsk, Volodímir (la capital) y Ustyluh
- 2 asentamientos de tipo urbano: Iványchi y Lókachi
- 6 municipios rurales: Zymne, Ovadne, Lytóvezh, Pavlivka, Porómiv y Zaturtsi

## Demografía
Según estimación 2010 contaba con una población total de 25 895 habitantes en sus límites antiguos.

## Otros datos
El código KOATUU fue 720500000. El código postal 44710 y el prefijo telefónico +380 3342.